# 前島町 (太田市)
前島町（まえじまちょう）は、群馬県太田市にある地名（町丁）。郵便番号は370-0416。

## 概要
尾島地区にある町丁。

## 地理
中央に早川が通っている。

### 近隣町丁
- 亀岡町
- 武蔵島町
- 二ツ小屋町

## 世帯数と人口
2022年（令和4年）3月31日現在の世帯数と人口は以下の通りである。
| 町丁   | 世帯数 | 人口  |
| ------ | ------ | ----- |
| 前島町 | 55世帯 | 123人 |

## 交通

### 鉄道
町内に鉄道は通っていない。

### 道路
- 群馬県道・埼玉県道275号由良深谷線